# Alina Abgarjan
Alina Abgarjan (* 24. Mai 1999 in Halle (Saale)) ist eine deutsche Schauspielerin, Sängerin, Tänzerin, Songwriterin und Synchronsprecherin armenischer Abstammung.

## Leben und Karriere
Alina Abgarjan wurde in Halle (Saale) geboren. Bereits ab ihrem 5. Lebensjahr wurde ihr tänzerisches Talent in Ballett, Jazz Dance und Modern Dance intensiv beim Tanzstudio Tutzing gefördert.
Von 2015 bis 2019 wurde sie an der Schauspielschule Schwarz unterrichtet. Von 2016 bis 2023 wurde sie von Thomas Darchinger gecoached.
2019 nahm sie erfolgreich am Workshop der Akademie für Darstellende Kunst Bayern und der Stage School Hamburg teil.

## Filmografie (Auswahl)
- 2017: Wenn Du rausgehst (Fernsehfilm)
- 2018: Zimmer mit Stall (Fernsehserie, 1 Folge)
- 2019: Song für Mia (Fernsehfilm)
- 2020: Tonio und Julia – Dem Himmel so nah (Fernsehserie, 1 Folge)
- 2021: In aller Freundschaft – Die jungen Ärzte (Fernsehserie, 1 Folge)
- 2021: Reiterhof Wildenstein – Sprung ins Leben (Fernsehreihe)
- 2023: Watzmann ermittelt – Sodom und Gomorrah (Fernsehreihe)

## Theater (Auswahl)
- 2010–2017: Tanzproduktionen des Tanzstudios Tutzing (Ballett) (Regie: Flora Almeida)
- 2015: Tod eines Superhelden (Regie: Chris Hohenester)
- 2015: UP! (Regie: Katharina Schwarz)
- 2016: Sense (Regie: Chris Hohenester)
- 2017: Der grüne Kakadu (Regie: Margit Kleber)
- 2018: Jugend ohne Gott (Regie: Margit Kleber)
- 2022: Paradies auf Erden (Regie: Thomas Darchinger)
- 2023: Mein Day your Tag (Regie: Thomas Darchinger)[3]

## Synchron (Auswahl)

### Sprechrollen (Filme)
- 2021: Tommi Rose (als 'Lonestar') in L.O.L. Surprise: Der Film
- 2021: Frankie Kevich (als 'Swag') in L.O.L. Surprise: Der Film
- 2022: Kiara T. Romero (als 'Liz') in First Love
- 2022: Frankie Kevich (als 'Swag') in L.O.L Surprise! Wintermodenschau
- 2023: Mariya Ise (als 'Sailor Tin Nyanko') in Pretty Guardian Sailor Moon Cosmos: Der Film

### Sprechrollen (Serien)
- 2019–2023: Kylie Cantrall (als 'Dani') in High School Musical: Das Musical: Die Serie (6 Episoden)
- 2021: Frankie Kevich (als 'Swag') in L.O.L. Surprise! – House of Surprises!
- seit 2022: Marta Kessler (als 'Olga') in Santa Clause: Die Serie
- 2023: Annabella Didion (als 'Dana Tasker') in True Lies
- 2023: Kim Min-seo Kim (als 'Kim Ye-chun') in Mask Girl
- 2023: Maya Tsafrir (als Michal) in Borders
- seit 2024: Kamryn Smith (als 'Kammy Kam') in Yo Gabba GabbaLand!

### Hörspiel (Auswahl)
- Tortel – Hörspiel zur Fernsehserie, Folge 2–12, als Erzähler[4]

## Musik (Auswahl)
- 2019: Open End (Single)
- 2020: Souvenirs (Single)
- 2021: Daydream (Acoustic) (Single)[5]
- 2024: Alles Mit Dir (Single)

## Auszeichnungen
- 2016: Bundeswettbewerbe der Berliner Festspiele: Tanztreffen der Jugend (Deutschland) – Auszeichnung fürSENSE[6]
- 2019: Song Slam Gröbenzell (Deutschland) – Auszeichnung für Singer-Songwriter / Own Song: Open End[7]